# Кингс Појнт (Монтана)
Кингс Појнт (енгл. Kings Point) насељено је место без административног статуса у америчкој савезној држави Монтана.

## Демографија
По попису из 2010. године број становника је 151, што је 18 (-10,7%) становника мање него 2000. године.
| Група             | 2000.       | 2010.       |
| Белци             | 143 (84,6%) | 110 (72,8%) |
| Афроамериканци    | 0 (0,0%)    | 0 (0,0%)    |
| Азијати           | 3 (1,8%)    | 0 (0,0%)    |
| Хиспаноамериканци | 2 (1,2%)    | 9 (6,0%)    |
| Укупно            | 169         | 151         |